# Burkhard Mojsisch
Burkhard Mojsisch (* 13. August 1944 in Guben; † 22. Juni 2015) war ein deutscher Philosoph, Übersetzer mittelalterlicher Schriften und Hochschullehrer.

## Leben und Wirken
Mojsisch promovierte 1974 an der Ruhr-Universität Bochum mit einer Arbeit über Dietrich von Freiberg, 1982 habilitierte er sich ebendort mit einer Schrift über Meister Eckhart. 1987 wurde er in Bochum zum außerplanmäßigen Professor ernannt und 1992 zum Professor befördert. Später trat er dort die Nachfolge von Kurt Flasch als ordentlicher Professor für Philosophie unter besonderer Berücksichtigung der Philosophie der Antike und des Mittelalters an. Im Sommer 2009 wurde Mojsisch emeritiert.
Mojsisch war Leiter und Mitherausgeber des Corpus Philosophorum Teutonicorum Medii Aevi, Mitherausgeber des Bochumer Philosophischen Jahrbuchs für Antike und Mittelalter, Mitherausgeber der Bochumer Studien zur Philosophie sowie Auswärtiges Mitglied der Georgischen Akademie der Wissenschaften.
Seine Forschungsgebiete waren die antike Philosophie, besonders Platon und Aristoteles, und die mittelalterliche Philosophie, insbesondere Meister Eckhart, Anselm von Canterbury, Dietrich von Freiberg und Nikolaus von Kues. Daneben hat er an Übersetzungen des Properz und des Tibull mitgewirkt.

## Schriften (Auswahl)
Als Autor:
- Die Theorie des Intellekts bei Dietrich von Freiberg (= Beihefte zu Dietrich von Freiberg Opera omnia. Beiheft 1). Hamburg 1977.
- Meister Eckhart. Analogie, Univozität und Einheit. Hamburg 1983.
  - Übersetzung: Meister Eckhart. Analogy, Univocity and Unity. Translated with a Preface and an Appendix by Orrin F. Summerell. Amsterdam/Philadelphia 2001.
- mit Kurt Flasch: Kann Gottes Nicht-Sein gedacht werden? Die Kontroverse zwischen Anselm Canterbury und Gaunilo von Marmoutiers. Lateinisch-Deutsch, übersetzt, erläutert und herausgegeben von Burkhard Mojsisch, mit einer Einleitung von Kurt Flasch (= excerpta classica. Band 4). Mainz 1989.

Als Herausgeber:
- Sprachphilosophie in Antike und Mittelalter. Bochumer Kolloquium, 2.–4. Juni 1982 (= Bochumer Studien zur Philosophie. Band 3). Amsterdam 1986.
- mit Theo Kobusch: Platon. Seine Dialoge in der Sicht neuer Forschungen. Darmstadt 1996 (Sonderausgabe: 2005).
- mit Theo Kobusch: Platon in der abendländischen Geistesgeschichte. Neue Forschungen zum Platonismus. Darmstadt 1997 (Sonderausgabe: 2006).
- mit Olaf Pluta, Rudolf Rehn (Band 1–13) bzw. mit Manuel Baumbach, Olaf Pluta (Band 14–17): Bochumer Philosophisches Jahrbuch für Antike und Mittelalter. Amsterdam/Philadelphia 1997–2015.
- mit Christoph Asmuth, Friedrich Glauner: Die Grenzen der Sprache. Sprachimmanenz – Sprachtranszendenz. Amsterdam/Philadelphia 1998.
- mit Karl-Hermann Kandler, Franz-Bernhard Stammkötter: Dietrich von Freiberg. Neue Perspektiven seiner Philosophie, Theologie und Naturwissenschaft (= Bochumer Studien zur Philosophie. Band 28). Amsterdam/Philadelphia 1999.
- mit Orrin F. Summerell: Die Philosophie in ihren Disziplinen. Eine Einführung. Bochumer Ringvorlesung Wintersemester 1999/2000 (= Bochumer Studien zur Philosophie. Band 35). Amsterdam/Philadelphia 2002.
- mit Theo Kobusch, Orrin F. Summerell: Selbst – Singularität – Subjektivität. Vom Neuplatonismus zum Deutschen Idealismus. Amsterdam/Philadelphia 2002.
- mit Orrin F. Summerell: Platonismus im Idealismus. Die platonische Tradition in der klassischen deutschen Philosophie. München/Leipzig 2003.
- mit Matthias Bloch: Potentiale des menschlichen Geistes: Freiheit und Kreativität. Praktische Aspekte der Philosophie Marsilio Ficinos (1433–1499). Stuttgart 2003.
- mit Kirsten Schmidt, Klaus Steigleder: Die Aktualität der Philosophie Kants. Bochumer Ringvorlesung Sommersemester 2004 (= Bochumer Studien zur Philosophie. Band 42) Amsterdam/Philadelphia 2005.
- mit Stefan Jordan: Philosophenlexikon. Reclam, Stuttgart 2009.

Als Übersetzer
- Sextus Propertius, Sämtliche Gedichte. Lateinisch / Deutsch. Übersetzt und herausgegeben von Burkhard Mojsisch, Hans-Horst Schwarz, Isabel J. Tautz. Reclam, Stuttgart 1993.
- Albus Tibullus, Elegische Gedichte. Lateinisch / Deutsch. Übersetzt und herausgegeben von Joachim Lilienweiß, Arne Malsmheimer und Burkhard Mojsisch. Reclam, Stuttgart 2001.